# Hanging by a Moment
Hanging by a Moment – debiutancki singiel amerykańskiego zespołu Lifehouse wydany 5 czerwca 2001 roku w Australii, zaś w Europie 30 października 2001. Singiel wyniósł grupę na szczyty sławy i okazał się ogromnym hitem komercyjnym. Przez pewien czas był numerem jeden na liście Modern Rock Tracks. Był najczęściej puszczanym utworem w amerykańskich radiach w roku 2001.

## Piosenka
Piosenka została napisana przez Jasona Wade'a. Piosenka była pierwszym singlem z albumu No Name Face, wydanego w roku 2000. Wade twierdzi, że napisał piosenkę dosłownie w kilka minut. Piosenka ponadto została uznana za oficjalny utwór sezonu 2000/2001 w lidze NHL.

## Spis utworów
- US Promo Single

1. "Hanging By A Moment" — 3:35
2. "Somebody Else's Song" — 4:36

- Australian CD-Single

1. "Hanging by a Moment" — 3:36
2. "Fairytales Sandcastles" — 3:52
3. "What's Wrong With That" — 3:54
4. "Fool" — 4:21

- European CD-Single

1. "Hanging By A Moment" — 3:36
2. "Fairytales Sandcastles" — 3:52
3. "Hanging By A Moment" (Acoustic Version) — 3:30
4. CD-ROM "Hanging By A Moment" Music Video

## Skład
- Jason Wade: wokal, gitara
- Sergio Andrade: gitara basowa
- Joe "Diff" Palmer: perkusja
- Ron Aniello: gitara akustyczna